# Perez Hilton
Mario Armanda Lavandeira, Jr. (Miami, 23 maart 1978), beter bekend als Perez Hilton (een verwijzing naar Paris Hilton) is een Amerikaanse blogger. Hij verkreeg internationale beroemdheid met zijn blog PerezHilton.com, waarop hij beroemdheden beschimpte en hun misstappen besprak. Sinds 2010 is hij echter van toon veranderd na deel te hebben genomen aan een campagne tegen pesten en is zijn commentaar niet meer negatief en denigrerend.

## PerezHilton.com
Mario Lavandeira begon zijn site in september 2004 eerst onder de naam PageSixSixSix.com, maar werd aangeklaagd door de New York Post die al jaren een roddelpagina voerde onder de naam PageSix. Hij wilde niet schrijven onder zijn eigen naam aangezien hij doodsbedreigingen kreeg van fervente Clay Aiken-fans omdat hij Aiken bestempelde als homoseksueel. Hij besloot gebruik te maken van de hype rondom Paris Hilton en veranderde de websitenaam en auteursnaam in Perez Hilton. De site brak in maart 2005 voor het eerst door toen een collegasite "The Insider" zijn site bestempelde als "Hollywood's most hated website". Zijn site raakte overbelast. Zijn tweede doorbraak was de publicatie van de eerste foto's van Brad Pitt en Angelina Jolie als stel in Afrika. Perez Hilton claimde in juli 2007 dat zijn site gemiddeld bijna 9 miljoen bezoekers per 24 uur trekt, maar zijn beweringen worden in twijfel getrokken. Er wordt algemeen aangenomen dat zijn site gemiddeld 4,5 miljoen bezoekers per dag trekt. Wat wel een feit is, is dat hij voor een advertentie via Blogads.com gemiddeld 9.000 dollar per week vraagt.

## Vernieuwend

### Opzet
In de periode dat hij met zijn gossipblog begon waren er nog maar weinig blogs geprofessionaliseerd. Veel blogs waren niet meer dan veredelde dagboeken. Zijn blog was een van de eerste professioneel opgezette mediauitingen in de vorm van een blog en een van de eerste gossipblogs. De gevestigde Amerikaanse roddelbladen zagen Perez Hilton als een grote bedreiging. Ze konden de distributie namelijk niet bijhouden; tegen de tijd dat hun blad in de winkel lag was het al oud nieuws op Perez Hilton.

### Stijl
In een politiek correct klimaat waar veel roddelbladen zoals People letter voor letter publiceerden wat de p.r.-vertegenwoordigers van de sterren hen voorschotelden, viel hij op door zijn ondiplomatieke, humoristische en rauwe stijl. Perez begon met het verzinnen van alternatieve namen voor sterren en sterrenkoppels. Zo werd Clay Aiken omgedoopt tot Gayken, Britney Spears tot Unfitney, Sienna Miller tot Sluttyienna, Miley Cyrus tot Slutty Cyrus, Mischa Barton tot Mushy Fartone en Brad Pitt en Angelina Jolie tot Brangelina. Ook schroomt hij niet om met het programma Paint de foto's te bekladden. Zo krijgen sommige sterren wit poeder getekend bij hun neusgaten, of krijgt een ster de tekst loser boven het hoofd.

## Kritiek
Perez Hilton oogst kritiek omdat hij er niet voor terugdeinst de kinderen van beroemdheden te bekritiseren. Zo noemt hij de kinderen van Britney Spears "special", oftewel verstandelijk beperkt. Hij is ook omstreden omdat hij homoseksuele sterren geforceerd uit de kast trekt, met als bekendste voorbeeld voormalig boyband-lid Lance Bass. Lance Bass besloot uit de kast te komen na een onophoudelijke geruchtenstroom die werd veroorzaakt door berichten op Perez Hilton. Geforceerd uit de kast komen is in Amerika een begrip geworden en heet nu "to be Lance Bassed". Andere sterren die niet openlijk voor hun seksualiteit uitkwamen maar die hij als homo bestempelde zijn Anderson Cooper en Robbie Williams.
Perez Hilton wordt bovendien verweten niet of weinig aandacht te schenken aan de negatieve gebeurtenissen rondom Paris Hilton, zoals haar rijden onder invloed en gevangenschap, naar verluidt omdat hij een deal met haar heeft gesloten om haar naam te gebruiken. Er lopen ook meerdere rechtszaken tegen hem wegens oneigenlijk gebruik van paparazzi-foto's.
Nadat in januari 2008 Heath Ledger was overleden (van wie eerst werd gedacht dat hij zelfmoord zou hebben gepleegd), schreef hij op zijn blog dat hij liever Britney Spears, die op dat moment veel persoonlijke problemen had, zelfmoord had zien plegen.

## Televisiepersoonlijkheid
Hoewel hij zelf claimt eigenlijk een non-celebrity te zijn, weerhoudt het hem er niet van geregeld de publiciteit te zoeken. Als het niet voor promotionele doeleinden voor zijn website is, dan heeft hij gastrolletjes in series zoals The Sopranos en Dirt. In september 2007 is een zesdelige serie gestart op VH1, "What Perez Sez". Ook is hij een kandidaat in de MTV show Celebrity Rap Superstar.

## Muzikale invloed
Perez Hilton is medeverantwoordelijk voor het succes van verschillende artiesten. Vanwege zijn muzikale invloed werd hij door Blender Magazine op nr 13 geplaatst in de "Powergeeklist 25". Hij introduceerde onder andere Mika, Feist en Anouk aan het Amerikaanse publiek. De dag dat hij op zijn site over folkzangeres Jenny Owen Youngs publiceerde kreeg ze meer dan 60.000 bezoekers op haar MySpacesite. De dag nadat hij schreef over ongetekende zanger Eric Hutchinson kwam de zanger op nummer 9 binnen op de iTunes-chart. In Nederland brachten de Vengaboys & Perez de plaat 'Rocket to Uranus' uit. Ook speelt hij een hond die uitgelaten wordt in de videoclip van Rihanna's nummer S&M.

## Privéleven
Perez Hilton is vader van een zoon en twee dochters.

## Discografie

### Singles
| Single met eventuele hitnotering(en) in de Nederlandse Top 40 | Datum van verschijnen | Datum van binnenkomst | Hoogste positie | Aantal weken | Opmerkingen   |
| ------------------------------------------------------------- | --------------------- | --------------------- | --------------- | ------------ | ------------- |
| Rocket to Uranus                                              | 2010                  | 03-07-2010            | 21              | 4            | met Vengaboys |

- Bibliothèque nationale de France: cb16154103g (data)
- Gemeinsame Normdatei: 138080127
- International Standard Name Identifier: 0000 0001 1474 9619
- Library of Congress Control Number: n2008070826
- MusicBrainz: 280566b5-1f9b-4890-8ad8-004bd0d3cfd8
- Virtual International Authority File: 73332619
- WorldCat: E39PBJtGYjbd7DGcqTXFMXQDv3